# Signigobius biocellatus
Signigobius biocellatus è l'unica specie del genere Signigobius, appartenente alla famiglia Gobiidae.

## Distribuzione e habitat
Questa specie è diffusa nelPacifico occidentale, nelle acque costiere e al largo dell'Australia (Grande Barriera Corallina), Indonesia, Papua Nuova Guinea, Filippine, Isole Salomone. Abita fondali mobili, sabbiosi o detritici, nelle lagune degli atolli e coralline.

## Descrizione
Presenta un corpo tozzo, di colore argenteo-verdastro, chiazzato in bruno più o meno chiaro. Caratteristica la doppia pinna dorsale, con due grossi ocelli neri cerchiati in giallo e nero, uno per parte, da cui deriva il nome biocellatus. La pinna anale è bruno-nera, puntinata in azzurro chiaro. 

Raggiunge una lunghezza di 10 cm.

## Riproduzione
È specie monogama: le coppie producono un nido dove verranno deposte le uova.

## Alimentazione
Si nutre di invertebrati scovati nella sabbia.